# Данилюк, Яков Григорьевич
Я́ков Григо́рьевич Данилю́к (1864 — после 1917) — член III Государственной думы от Волынской губернии, крестьянин.

## Биография

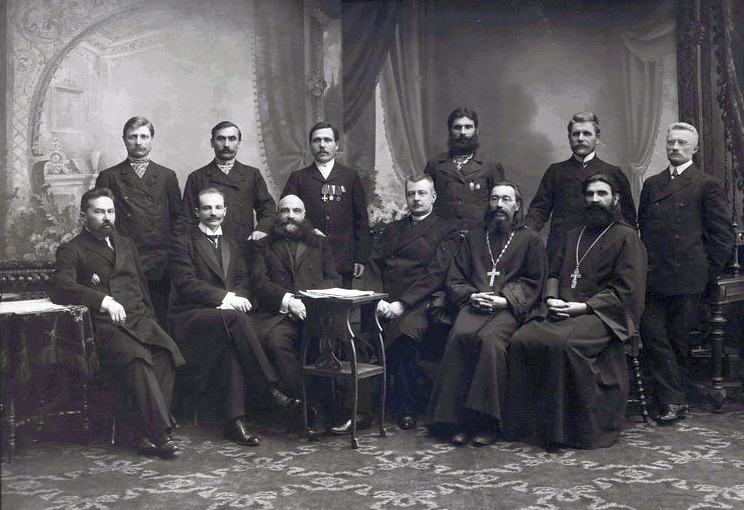
Депутаты Государственной думы Российской империи III созыва от Волынской губернии. Стоят: Клименко Т. И., Андрейчук М. С., Никитюк Я. С., Данилюк Я. Г., Герасименко Е. В., Березовский П. В.; сидят: Клопотович В. Ф., Шульгин В. В., Беляев Г. Н., Волконский В. В., Кириллович Д. Ф., Баранович Д. Я.

Православный, крестьянин села Вилии Борецкой волости Кременецкого уезда.
Учился в народной школе. C 1886 года служил в 42-м пехотном Якутском полку, вышел в отставку унтер-офицером. Занимался земледелием (4¼ десятины). Был активистом Почаевского отдела Союза русского народа.
В 1907 году был избран членом III Государственной думы от Волынской губернии. Входил во фракцию правых, с 5-й сессии — в группу беспартийных. Состоял членом комиссий: переселенческой, по местному самоуправлению, чиншевой и по вероисповедным вопросам.
Дальнейшая судьба неизвестна. Был женат.